# Salticus atratus
Salticus atratus är en spindelart som beskrevs av Powell 1873. Salticus atratus ingår i släktet Salticus och familjen hoppspindlar. Inga underarter finns listade i Catalogue of Life.